# Immendorf (Köln)
Immendorf ist ein Stadtteil am äußersten Südrand der Stadt Köln und gehört innerhalb dieser zum Stadtbezirk Rodenkirchen.

## Lage
Immendorf grenzt im Osten an den Kölner Stadtteil Godorf, im Süden an die Stadt Wesseling mit ihrem Stadtteil Berzdorf, im Westen an den Kölner Stadtteil Meschenich und im Norden an den Stadtteil Rondorf.

## Geschichte
Archäologische Spuren in Immendorf weisen bereits römische und fränkische Bebauungen nach. Immendorf wurde schon im Jahr 948 in einer Schrift des Kölner Erzbischofs Wichfrid als Iminethorp erwähnt, in der er den zehntpflichtigen Ort mitsamt seiner Kirche dem Kölner Stift Sankt Severin überschrieb. 1794 wurde der Ort von französischen Revolutionstruppen besetzt. Unter französischer Herrschaft gehörte Immendorf zur Mairie Rondorf und mit dieser zum Kanton Brühl. Seit 1815 gehörte es zur Bürgermeisterei und dann zur Gemeinde Rondorf, beziehungsweise nach Umbenennung 1961 zur Gemeinde Rodenkirchen im Landkreis Köln. Seit 1975 ist Immendorf infolge des Gesetzes zur Neugliederung der Gemeinden und Kreise im Großraum Köln ein Stadtteil von Köln.

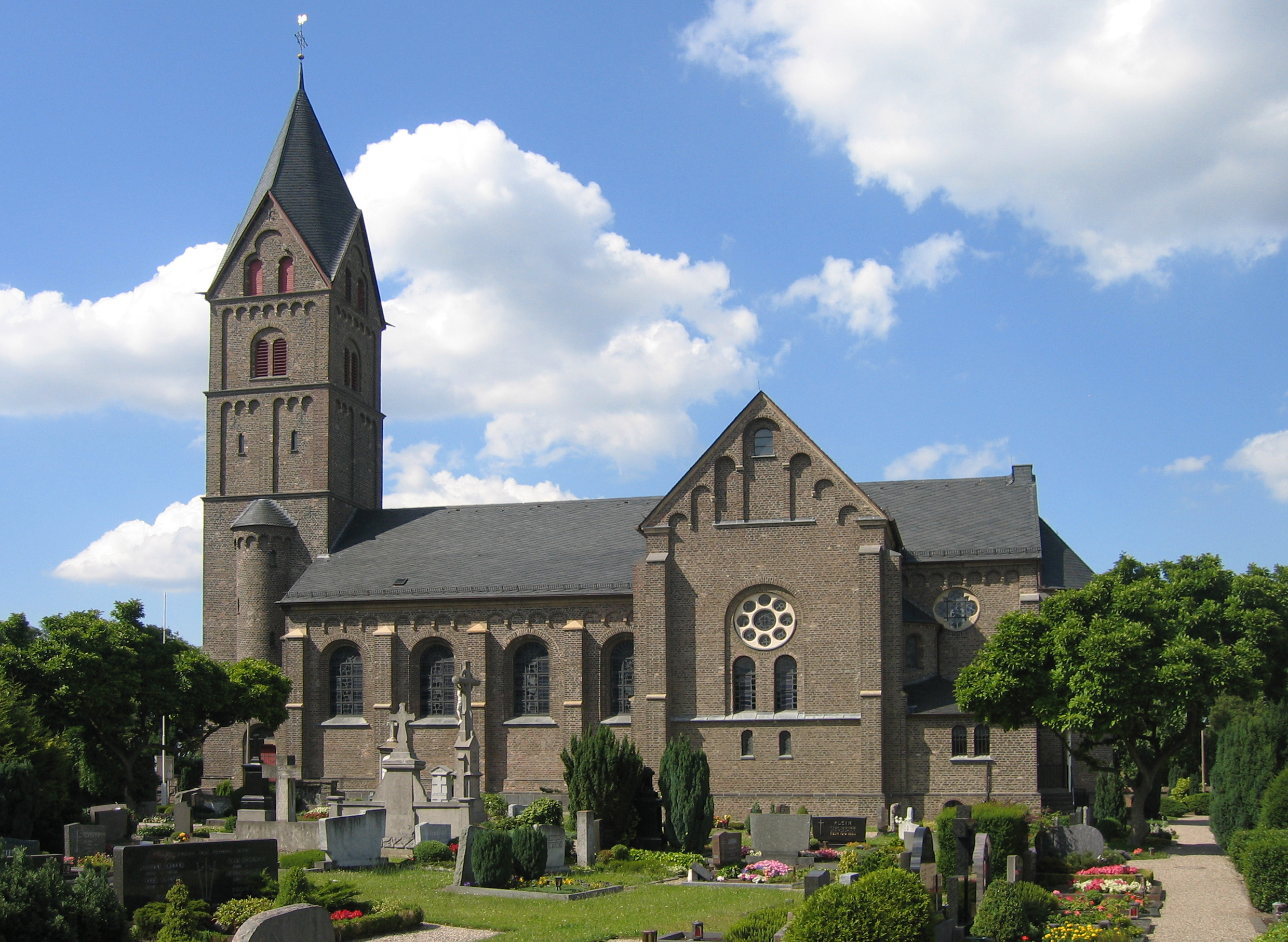
Sankt Servatius und katholischer Friedhof

## Pfarrkirche
Schon zu fränkischer Zeit soll in Immendorf eine Kirche existiert haben. Als die Normannen den Ort 881 brandschatzten, wurde auch die Kirche zerstört. Später folgte der Bau einer frühromanischen Kirche, die 1841 erweitert wurde und 1873 dem jetzigen Bau weichen musste. Die neoromanische Kirche wurde in den Jahren 1873 und 1874 nach Plänen von August Carl Lange errichtet. Diese katholische Kirche Sankt Servatius wurde 1966 und 1967 umfangreich renoviert. Wie auch ihre Vorgängerbauten liegt die Kirche auf einem Hügel inmitten des Ortes, der kurioserweise den Flurnamen Heidenberg trägt. Der Immendorfer Heimatforscher Wolfgang Gerard nimmt an, dass auf diesem Hügel vielleicht eine heidnische, dem Gott Irmin geweihte Kultstätte bestanden habe, die auch der Ansiedlung ihren Namen gegeben haben könnte. Irmin ist jedoch auch Bestandteil germanischer Namen mit der Bedeutung groß.
Die Ausdehnung der Pfarrgemeinde reichte im 19. und teilweise noch im 20. Jahrhundert bis an den Bischofsweg südlich Severinstores an der Stadtgrenze von Köln und umfasste auch das benachbarte Godorf.

## Baudenkmäler
Zu den Baudenkmälern in Immendorf zählt neben dem Kirchengebäude, dem dazugehörigen Pfarrhaus und zwei Wegekreuzen auch das ehemalige Schulgebäude an der Godorfer Straße, das 1872 erbaut und zuletzt 1914 von Edmund Bolten umgestaltet wurde. Weitere Baudenkmäler sind der Zaunhof an der Immendorfer Hauptstraße, ein im 16. Jahrhundert von den Burgherren von Efferen als ritterliche Goldschmidtstätte angelegtes Gut, sowie zahlreiche Kleingehöfte entlang der Giesdorfer Allee.
Nördlich von Immendorf liegen darüber hinaus im als Giesdorf benannten Flurfeld der Friedrichshof und der Gillessenhof, die bis zur Säkularisation 1802 teilweise der Abtei Groß Sankt Martin in Köln gehörten und anschließend der Kölner Armenverwaltung übergeben wurden.

## Bevölkerungsstruktur
Struktur der Bevölkerung von Köln-Immendorf (2021):
- Durchschnittsalter der Bevölkerung: 42,2 Jahre (Kölner Durchschnitt: 42,3 Jahre)
- Ausländeranteil: 16,0 % (Kölner Durchschnitt: 19,3 %)
- Arbeitslosenquote: 6,5 % (Kölner Durchschnitt: 8,6 %)

## Wirtschaft und Infrastruktur
Immendorf liegt in der Nähe des Kölner Raffineriezentrums und grenzt indirekt an die Rheinland-Raffinerie der Shell Deutschland Oil GmbH, bei der viele Einwohner beschäftigt sind oder waren.
Das Ortsbild ist weiterhin von alten Bauernhöfen geprägt, die aber nur noch vereinzelt landwirtschaftlich bewirtschaftet werden. Nach 1945 entstanden Neubaugebiete in östlicher Richtung und südlich der Godorfer Straße. Außer einem Kiosk  und einem großen Blumenfachgeschäft gibt es im Ort keine Einkaufsmöglichkeiten mehr. An der Immendorfer Hauptstraße gegenüber der Kirche befand sich bis zur Schließung 2013 das bekannte Restaurant Bitzerhof von 1821.

## Freizeitmöglichkeiten und Vereinsleben
Überregionale Bedeutung genießt der Ort im Straßenradsport. Die Radsportabteilung des TSV Immendorf 1968 e. V., die vor 1981 als eigenständiger RC Condor Immendorf e. V. von Cornelius Fohrn gegründet worden war und seitdem unter dem Namen RTC Condor aktiv ist, veranstaltet jedes Jahr eine renommierte Radtourenfahrt innerhalb des offiziellen Kalenders des Bundes Deutscher Radfahrer. Ferner besaß bis 2018 der ehemalige polnische Radprofi Ryszard Szurkowski in Immendorf ein Quartier, von wo er jedes Jahr am Jedermannrennen Rund um Köln teilnahm.
An der Berzdorfer Straße befindet sich eine große Tennisanlage mit Hallenplätzen und offenen Ascheplätzen samt angeschlossener Gastronomie. Für aktives Vereinsleben stehen des Weiteren das Männer-Quartett Frohsinn 1925 e. V., die Immendorfer Karnevalsgesellschaft Blau-Weiß von 1968 e. V. und der zuvor genannte Breitensportverein TSV Immendorf 1968 e. V., der unter anderem Gymnastik, Basketball, Fußball, Turnen und Tischtennis anbietet.
Im Westen von Immendorf befinden sich sieben Baggerseen, die bis zu fünf Meter tief sind und stellenweise zur Kiesgewinnung genutzt werden. Insbesondere die nördlichen Baggerseen weisen einen gesunden Bestand an unterschiedlichen Fischen und anderen tierischen Bewohnern auf, zu denen folgende zählen: Hecht, Zander, Barsch, Kaulbarsch, Aal, Forelle, Karpfen, Brasse, Döbel, Karausche, Rotauge, Rotfeder, Schleie, Ukelei, Gründling, Amerikanischer Flusskrebs, Süßwasserqualle, Dreikantmuschel und Flussmuschel.
Bis zum Jahr 2010 wurden die Baggerseen zum Teil von den Anwohnern zum Baden und vom örtlichen ASV Immendorf 1972 e. V. sowie befreundeten Vereinen für den Angelsport genutzt, sind aufgrund einer Belastung mit toxischen Perfluorierten Tensiden bis auf Weiteres komplett gesperrt. Zu der Belastung mit der 2006 von der Europäischen Union verbotenen und in Löschmitteln enthaltenen Chemikalie sei es in Folge von Übungen der Werkfeuerwehr der im benachbarten Berzdorf ansässigen Lyondellbasell Industries NV gekommen. Klagen einzelner Einwohner Immendorfs gegen das Chemiewerk in Folge gesundheitlicher Beschwerden endeten mit einem Vergleich.